# Clipsham
Clipsham est un village et une paroisse civile  d'Angleterre située dans le nord du Rutland, près de sa limite avec le Lincolnshire. Sa population était de 120 personnes au recensement de 2001 et de 166 à celui de 2011.
Le village est connu pour ses carrières de calcaire. La pierre de Clipsham, un calcaire oolithique du Bajocien, a été utilisée dans la construction de King's College Chapel à Cambridge, des Examination Schools (en) à Oxford, de la cathédrale d'York et pour des réparations au palais de Westminster. Son emploi attesté le plus ancien est au château de Windsor, entre 1363 et 1368. La London stone, si elle est bien faite de pierre de Clipsham, est encore plus ancienne, mais il s'agit peut-être d'une pierre de Bath. 
Clipsham possède aussi une grande avenue de topiaires anciens comptant environ 150 ifs.
L'église paroissiale St Mary est un monument classé de Grade II* depuis 1961.